# 洁德·里维耶尔
洁德·里维耶尔（英語：Jayde Riviere，2001年1月22日—），加拿大女子足球运动员，场上位置是后卫。她曾代表加拿大国家队参加2020年夏季奥林匹克运动会足球比赛，获得一枚金牌。

## 個人生活
里維耶爾的父親是多明尼加共和國人，而母親是香港人。